# Лантперт (герцог Баварії)
Лантперт або Ландфрід (*Lantpert, Landfried, д/н —після 680) — герцог Баварії у 680 році.

## Життєпис
Походив з роду Агілольфінгів. Син Теодона I, герцога Баварії та Глейсноти. Про дату народження нічого невідомо. Основним історичним джерелом, що розповідає про Лантперта, є «Житіє святого Еммерама», написане близько 772 року Арібоном, єпископом Фрайзінґену. В ньому розповідається, що сестра Лантперта — Ута — завагітніла від придворго герцога Сігіпальда. Єпископ Еммерам, щоб врятувати Уту, наказав їй сказати, що вона завагітніла від нього. Дізнавшись про це Лантперт рушив до Еммерама, що рушив на прощу до Риму. Лантперт схопив Еммерама, піддав його тортурам, від яких єпископ помер. Це сталося 652 року.
Близько 680 року після смерті свого батька Теодона I, Лантперт успадкував владу над Баварією. Його сестру Уту можливо заслано до Італії, хоча це версія оскаржується низкою дослідників.
Проте через жорстокість Ланперт не був популярним серед баварів. Його було повалено двоюрідним братом Теодоном II й відправлено у вигнання до аварів. Рік цього невідомий: більшість вважає 680 рік, проте можливо Лантперт правив до 696 року. Тут Лантперт прожив до самої смерті.